# Marcin Bylica
Marcin Bylica znany również jako Marcin z Olkusza (ur. 1433 w Olkuszu, zm. 1493 w Budzie) – polski astronom, astrolog i medyk.

## Życiorys
Syn mieszczanina Jana, rurmistrza (dozorcy wodociągów) olkuskiego. Prawdopodobnie był uczniem szkoły parafialnej w Olkuszu.
Między 1461 a 1466 przebywał we Włoszech, gdzie poznał Regiomontanusa (właśc. Johannes Müller), astronoma austriackiego, z którym wspólnie opracował tablice astronomiczne oraz Disputationes inter Viennensem et Cracoviensem super Cremonensia in planetarum theoriae deliramenta [Dialog między Wiedeńczykiem i Krakowianinem o bredzeniach Gerarda z Kremony na temat teorii planetarnych] – krytykę przestarzałego podręcznika astronomii. Wykładał na uniwersytecie w Padwie i Bolonii. Od 1466 przebywał na Węgrzech, gdzie piastował profesurę na Academia Istropolitana w Bratysławie, a później na Akademii w Budzie.
Przekazał w spadku Akademii Krakowskiej instrumenty astronomiczne, zachowane do dziś. 
W Olkuszu znajduje się ulica jego imienia.

## Twórczość
- Vitae archiepiscoporum gnesnensium, po 1680, wyd. częściami po łac. i niem.: W. Mitzler: Warschauer Bibliothek, 1754, cz. 3–4; Acta litteraria Regni Poloniae ..., 1755, cz. 1 (przekł. polski: M. Szyszko-Bohusz, Żywoty arcybiskupów gnieźnieńskich, wyd. M. Malinowski, t. 1–5, Wilno 1852–1860)

## Literatura dodatkowa
- Aleksander Birkenmajer: Bylica Marcin. W: Polski Słownik Biograficzny, t. 3, Brożek Jan – Chwalczewski Franciszek, Polska Akademia Umiejętności – Skład Główny w Księgarniach Gebethnera i Wolffa, Kraków 1937, s. 166–168 [ Reprint: Zakład Narodowy im. Ossolińskich, Kraków 1989, ISBN 83-04-03291-0]